# Nöda
Ne pas confondre avec Noda (Chiba), ville du Japon
Nöda est une commune allemande de l'arrondissement de Sömmerda, Land de Thuringe.

## Géographie
Alperstedt se situe au sud-est du bassin de Thuringe.
| Riethnordhausen |        | Alperstedt |
|                 | Nöda   |            |
|                 | Erfurt |            |

## Histoire
Nöda est mentionné pour la première fois en 1308.
Au début du Troisième Reich, une bataille de rue entre SA et communistes a lieu à Nöda, une personne est blessée. Quatre habitants meurent dans le cadre de l'Aktion T4. Pendant la Seconde Guerre mondiale, 51 hommes et femmes de Pologne, Russie, Yougoslavie et Italie sont contraints à des travaux agricoles.